# ミエルドーナツ
ミエルドーナツは、日本の焼きドーナツ専門店。英語表記は「miel BAKED DONUT」。
「ミエル」とはフランス語で「蜂蜜」を意味するが、この店の焼きドーナツは蜂蜜を使用していない。この店のスタッフが蜜蜂のように丁寧に焼きドーナツを作るという事で店名に「ミエル」と名付けている。
2019年現在、取り扱い店舗は兵庫県にあるカフェ・シーズ（cafe She's）と他のコーヒーショップ2店である。